# Борисенко Катерина Геннадіївна
Катерина Геннадіївна Борисе́нко (нар. 12 січня 1969, Київ) — українська художниця; член Спілки художників України з 1995 року.

## З біографії
Народилася 12 січня 1969 року в місті Києві (нині Україна). 1993 року закінчила факультети станкового та монументального живопису Української академії мистецтв. Навчалася у Вілена Чеканюка, Миколи Стороженка. Дипломна робота — вітраж «Осінь» (Київська дитяча бібліотека).
Мешкає у Києві в будинку на вулиці Михайла Омеляновича-Павленка, № 11.

## Творчість
Працює у галузі станкового живопису. Серед робіт:
- «Квітки безсмертника» (1992);
- «Дівчата, які збирають трави» (1994);
- «Дівчина з букетом» (1995);
- «Янголи під дощем» (1996);
- «Спогади про море» (1996);
- «Дівчина, яка поливає пальму» (1996);
- «Ранок» (1996);
- «На балконі» (1996);
- «Саморобний літак» (1998);
- «Папуга, яка відлетіла» (1998);
- «Вікно навпроти» (1999);
- «Діти на балконі» (1999);
- «Білі віконниці» (1999);
- «Хлопчик із голубом» (1999);
- «Вечірнє сонце» (1999).

Бере участь у всеукраїнських та міжнародних виставках з 1992 року, зокрема у 1996 році експонувала свої твори у Софії. Персональні виставки відбулися у Києві у 1997 (галерея «Триптих»), 1999 роках.